# آراتا واتانابه
آراتا واتانابه (انگلیسی: Arata Watanabe؛ زادهٔ ۵ اوت ۱۹۹۵) بازیکن فوتبال است.
از باشگاه‌هایی که در آن بازی کرده‌است می‌توان به باشگاه فوتبال آلبیرکس نیگاتا اشاره کرد.